# Pompeo Caimo
Pompeo Caimo (Udine, 13 settembre 1568 – Tissano, 30 novembre 1631) è stato un medico italiano.

## Biografia

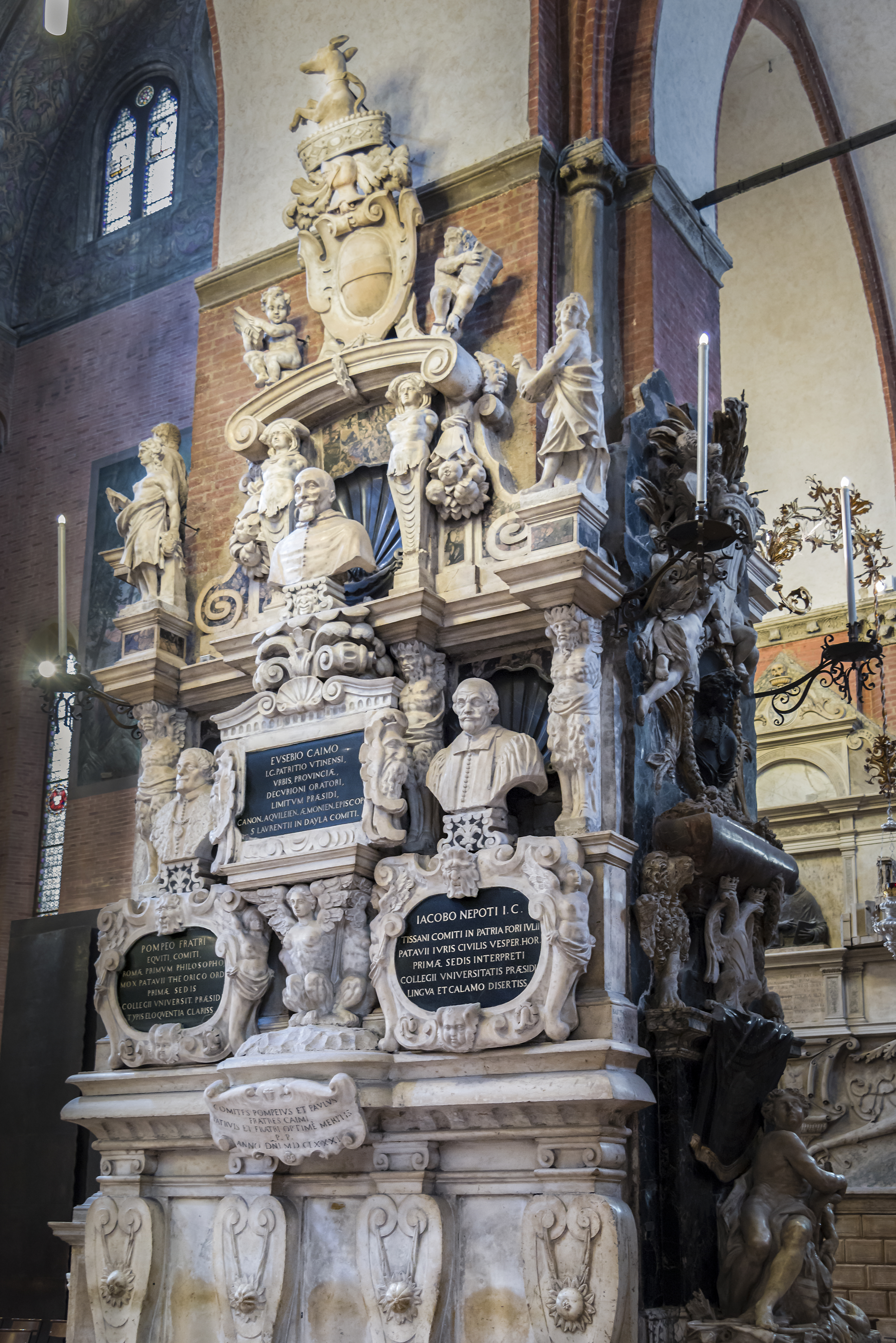
Padova - Basilica del Santo - Monumento Caimo con i busti di Eusebio (in alto), di Pompeo (in basso a sinistra) e di Giacomo (in basso a destra).

Proveniente dalla nobile famiglia Caimo, mentre il fratello maggiore Eusebio aveva intrapreso la carriera ecclesiastica, Pompeo si dedicò agli studi di medicina a Padova e seguì le lezioni di Francesco Piccolomini e di Girolamo Mercuriale. Laureatosi in medicina e filosofia il 14 ottobre 1592, fece ritorno ad Udine, dove fu nominato medico del Comune; nel contempo perfezionò la conoscenza del greco, fondamentale ed indispensabile per approfondire le conoscenze su Aristotele e sulla medicina antica.
Godette fin dall'inizio di una buona fama, tanto da essere invitato in Polonia dal cardinale Jerzy Radziwiłł, vescovo di Cracovia, per essere l'archiatra personale del re Sigismondo III Vasa. Accettò, invece, di trasferirsi a Roma, dove giunse il 15 maggio 1602 per diventare il medico personale del cardinale Alessandro Damasceni Peretti, al quale il segretario, l'abate udinese Ruggero Tritoni, aveva vantato la sua abilità.

Vista l'alta posizione del suo protettore, che fu uno dei più influenti cardinali della curia ed ebbe notevoli influenze sulle elezioni dei papi durante i conclavi del marzo 1605 e del maggio 1605, anche Caimo ebbe notevoli benefici: infatti il nuovo papa Paolo V lo chiamò alla Sapienza, ove insegnò 
Durante il periodo dell'insegnamento fu buon amico del matematico Luca Valerio e del filologo Giovanni Demisiani, mentre ebbe pesanti contrasti col medico Giulio Cesare Lagalla, sembra per motivi banali. Rifiutò invece l'offerta di essere il medico personale del papa, perché fatta in un giorno infausto. Fece scalpore, inoltre, la sua predizione della morte imminente di papa Gregorio XV, che s'era affidato alle sue cure.
Verso la fine del 1623 il Caimo godeva a Roma di grandissima reputazione professionale, per cui, su suggerimento e segnalazione di Pietro Contarini, ambasciatore veneziano a Roma,  e su proposta di Antonio Barbaro e Giovanni Corner, il 4 giugno 1624 la Serenissima Repubblica di Venezia offrì al Caimo la cattedra di medicina teorica all'Università di Padova, la più prestigiosa tra quelle mediche. Il 23 settembre fu fatto cavaliere e conte palatino e nell'ottobre successivo lasciò Roma per iniziare l'insegnamento a Padova, dove entrò ben presto in contrasto con allievi, in particolare i tedeschi, ed i colleghi, come ad esempio con Cesare Cremonini. In ogni caso Caimo godeva dell'appoggio dei riformatori dello Studio patavino, tanto che, nell'ottobre del 1625, gli fu affidata, temporaneamente e per modum provisionis, la cattedra di anatomia rimasta vacante e, nel marzo del 1626, per un triennio, la presidenza del Collegio del Bo.
I libri della sua biblioteca sono conservati presso la Biblioteca universitaria di Padova

## Opere
- De febrium putridarum indicationibus iuxta Galeni methodum colligendis, et adimplendis libri duo - Padova - 1627  (presente on line su  Google books).
- Dell'ingegno humano: de' suoi segni, della sua differenza ne gli huomini, e nelle donne, e del suo buono indrizzo - Padova - 1629  (presente on line su  Google books).